# Terminal de Coquelles du tunnel sous la Manche
Ne doit pas être confondu avec Gare de Calais - Fréthun.
 (septembre 2022).
Si vous disposez d'ouvrages ou d'articles de référence ou si vous connaissez des sites web de qualité traitant du thème abordé ici, merci de compléter l'article en donnant les références utiles à sa vérifiabilité et en les liant à la section « Notes et références ».
Le terminal de Coquelles, également appelé terminal Charles Dickens, voire terminal de Calais, ou simplement terminal France, est une gare ferroviaire française de la navette d'Eurotunnel, située sur le territoire de la commune de Coquelles, près de Calais (région Hauts-de-France), et à proximité de la gare de Calais - Fréthun.
Ce terminal sert à embarquer des véhicules, tels que des voitures ou des autobus, sur des trains spécialement conçus à cet effet.
Les trains partant de ce terminal arrivent au terminal de Folkestone.

## Situation ferroviaire

Plan du site.

Le terminal de Coquelles est situé à l'entrée française du tunnel sous la Manche, plus précisément sur la boucle permettant aux navettes de faire demi-tour. Il est divisé en deux parties : une partie de chargement des véhicules sur les navettes, d'une part, une partie de maintenance, d'autre part. Cette dernière est située parallèlement à la gare de marchandises de Calais - Fréthun, avec des liaisons vers la ligne de Boulogne-Ville à Calais-Maritime.

## Histoire
Le terminal fut construit parallèlement au tunnel, avec comme objectif de permettre un chargement et un déchargement rapide et simple des navettes, afin de rivaliser avec les ferries. Il fut ouvert en même temps que le tunnel, le 6 mai 1994.
Lors de sa construction, des espaces ont été réservés pour de possibles agrandissements et donc des ajouts de voies. Deux voies supplémentaires peuvent être ajoutées de chaque côté des voies de chargement du service de ferroutage, ce qui porterait le nombre de ces voies à quatorze. Ces réserves justifient également la numérotation des voies à partir du no 3.

## Service des voyageurs

### Accueil
Le terminal est conçu uniquement pour faire transiter des véhicules routiers sur les navettes d'Eurotunnel.

#### France – Angleterre
Les voitures arrivant par la route passent d'abord un péage, puis peuvent aller au centre commercial Cité Europe pour attendre leur train. Elles franchissent ensuite les douanes française et anglaise, avant de rejoindre leur quai et de monter dans leur navette.

#### Angleterre – France
Les voitures sortent des navettes et vont directement vers l'autoroute A16 sans passer de douane, qu'elles ont déjà franchi en Angleterre.

### Desserte

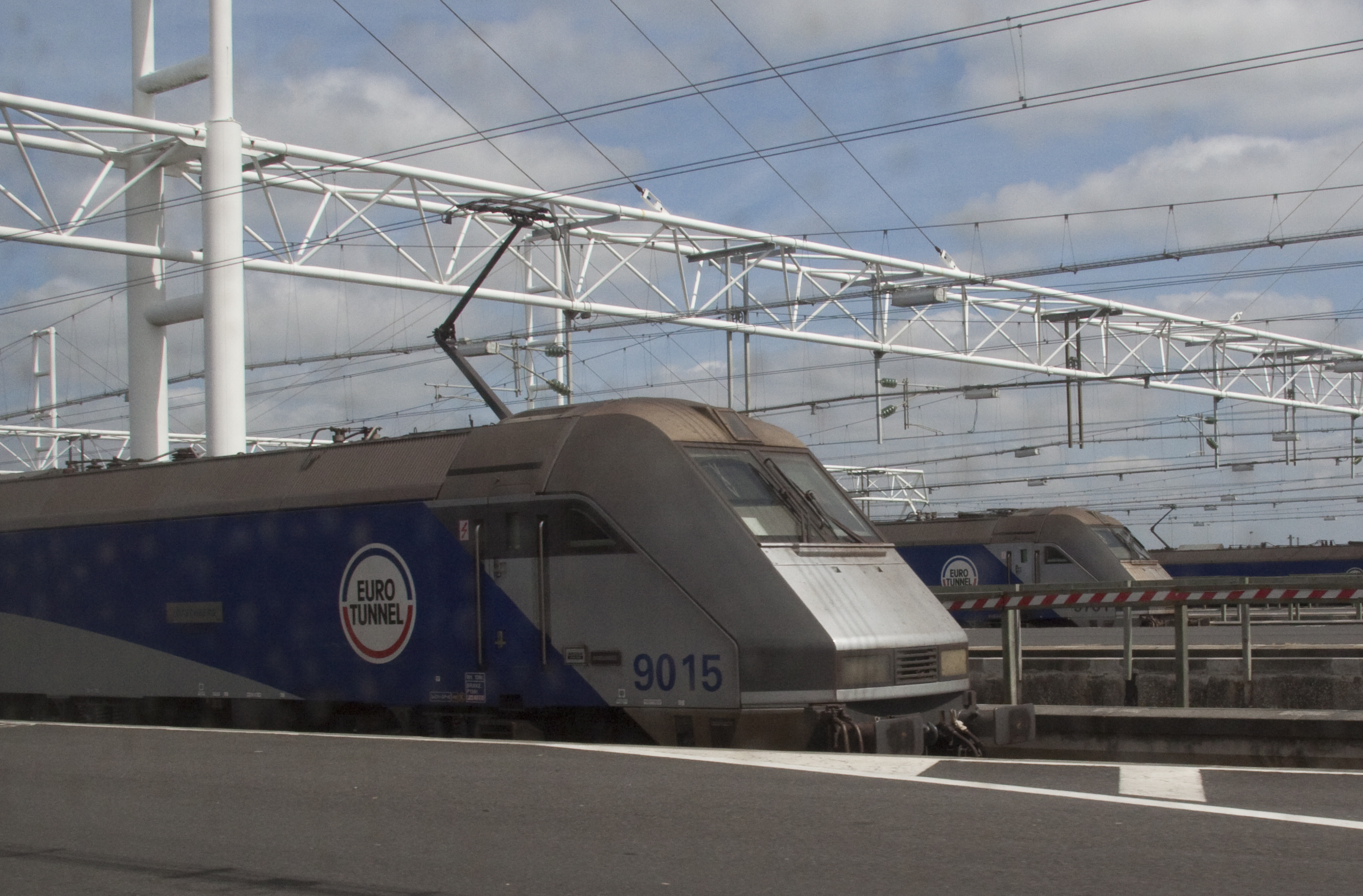
La Class 9015 à quai.

Seul un type de trains dessert le terminal : les navettes d'Eurotunnel ; il y a celles pour les camions et d'autres pour les voitures.

### Intermodalité
Les voyageurs, dans leurs véhicules, rejoignent l'échangeur no 42 de l'autoroute A16.

## Service des marchandises
Le ferroutage est aussi mis en place pour les véhicules routiers de fret. Le système est le même que pour les véhicules transportant des voyageurs, mis à part le fait qu'il se trouve de l'autre côté du faisceau de voies et que ces véhicules n'ont pas accès au centre commercial. Les quais de chargement restent toutefois les mêmes.

## Centre de maintenance
Un site de maintenance des navettes est bâti parallèlement à la gare de fret de Calais - Fréthun.